# Platja de Ribamar
La Platja de Ribamar és una platja de còdols, roques i grava del municipi d'Alcalà de Xivert, a la comarca del Baix Maestrat (País Valencià).
Aquesta platja és la més septentrional del terme municipal. Limita al nord amb el terme de Peníscola després d'una costa de roques i, al sud amb cala Mundina, separades per 600 m de roques.
És una platja aïllada, sense aglomeracions, amb aigües transparents. Està enclavada en la zona de protecció mediambiental de la Serra d'Irta i és considerada una platja natural, sense cap intervenció humana.
Se situa en un entorn natural, disposant d'accés per un camí sense asfaltar. S'arriba des de Les Fonts pel camí que va al càmping Ribamar. Es pot aparcar a la rodalia del càmping o al camí que condueix a la platja.